# SC Flamengo
SC Flamengo was een Braziliaanse voetbalclub uit Recife in de staat Pernambuco. De club werd vernoemd naar CR Flamengo uit Rio de Janeiro.

## Geschiedenis
De club werd in 1914 en won een jaar later de eerste editie van het staatskampioenschap. De club speelde tot 1949 in de staatscompetitie en werd kort daarna ontbonden.

## Erelijst
Campeonato Pernambucano
1915